# ألان كاتس
ألان كاتس (بالإنجليزية: Allan Katz)‏ هو كاتب سيناريو وممثل أمريكي، ولد في 1950.

## وصلات خارجية
- ألان كاتس على موقع IMDb (الإنجليزية)
- ألان كاتس على موقع قاعدة بيانات الفيلم (الإنجليزية)